# 5 sierpnia
5 sierpnia jest 217. (w latach przestępnych 218.) dniem w kalendarzu gregoriańskim. Do końca roku pozostaje 148 dni.

## Święta
- Imieniny obchodzą: Abel, Afra, Cyriak, Kasjan, Kasjana, Maria, Memiusz, Nonna, Oswald, Oswalda, Parys, Wenancja, Wenancjusz, Wenanty i Wirginia.
- Burkina Faso – Dzień Niepodległości
- Chile, Tuvalu – Narodowy Dzień Dziecka
- Chorwacja – Dzień Zwycięstwa i Dumy Państwowej
- Międzynarodowe – Międzynarodowy Dzień Piwa i Piwowara (ang. International Beer Day, kanadyjska inicjatywa ustanowienia „wakacyjnego” dnia piwa i piwowara wyrażona w 2007 roku; pierwsze obchody odbyły się 18 czerwca 2008[1][2]; w Polsce można spotkać się z datą 25 maja[3])
- Wspomnienia i święta w Kościele katolickim[4][5] obchodzą:
  - Matka Boża Śnieżna (poświęcenie Bazyliki Matki Bożej „Większej” w Rzymie)
  - św. Nonna z Nazjanzu (matka św. Grzegorza Teologa)
  - św. Oswald (król Northumbrii)
  - bł. Salwiusz Huix Miralpeix (biskup i męczennik)

## Wydarzenia w Polsce
- 1222 – Książę Konrad I mazowiecki potwierdził mocą Dokumentu łowickiego nadanie miasta Grudziądza wraz z ziemią chełmińską biskupowi Prus Chrystianowi z Oliwy.
- 1358 – Będzin uzyskał prawa miejskie.
- 1460 – Wojna trzynastoletnia: wojska polskie odbiły Malbork.
- 1506 – Zwycięstwo wojsk polsko-litewskich nad tatarskimi w bitwie pod Kleckiem.
- 1598 – Flota z królem Polski i Szwecji Zygmuntem III Wazą na czele wypłynęła z Helu w celu stłumienia buntu księcia Karola Sudermańskiego.
- 1772 – I rozbiór Polski: w Petersburgu podpisano trzy traktaty rozbiorowe pomiędzy Rosją, Prusami i Austrią, ustalające granice zaboru.
- 1804 – Pożar Nidzicy.
- 1852 – Otwarto linię kolejową Bydgoszcz-Tczew-Gdańsk.
- 1863 – Powstanie styczniowe: zwycięstwo powstańców w bitwie pod Depułtyczami Królewskimi.
- 1864 – Na stokach warszawskiej Cytadeli stracono przez powieszenie przywódców powstania styczniowego: Romualda Traugutta, Rafała Krajewskiego, Józefa Toczyskiego, Romana Żulińskiego i Jana Jeziorańskiego.
- 1909 – W Częstochowie rozpoczęła się Wystawa Przemysłu i Rolnictwa.
- 1915 – I wojna światowa: wojska niemieckie wkroczyły do opuszczonej przez Rosjan Warszawy.
- 1920 – Wojna polsko-bolszewicka: klęska wojsk polskich w bitwie o Ostrołękę.
- 1922 – W Krakowie rozpoczął się I zjazd legionistów Piłsudskiego.
- 1923:
  - Założono klub piłkarski Concordia Knurów.
  - Założono Muzeum Okręgowe w Bydgoszczy.
- 1941 – W Ołyce na Wołyniu oddział SD z Łucka i ukraińska policja rozstrzelały na cmentarzu 682 żydowskich mężczyzn.
- 1942:
  - Jan Piekałkiewicz został Delegatem Rządu na Kraj.
  - Niemcy zlikwidowali prowadzony przez Janusza Korczaka warszawski Dom Sierot.
- 1943 – Oddział Kedywu AK przeprowadził w nocy z 5 na 6 sierpnia akcję „Pensjonat”, w wyniku której z więzienia w Jaśle uwolniono 66 więźniów politycznych i 67 pospolitych.
- 1944:
  - 5. dzień powstania warszawskiego: Batalion „Zośka” wyzwolił obóz Gęsiówka i uwolnił ok. 350 więźniów pochodzenia żydowskiego; rozpoczęła się rzeź Woli.
  - Zwycięska bitwa partyzancka o Skalbmierz na Kielecczyźnie, stoczona przez oddziały AK, BCh i AL z niemiecką ekspedycją karną w sile 900 ludzi.
- 1945 – W Kielcach zgrupowanie oddziałów poakowskich pod dowództwem kpt. Antoniego Hedy ps. „Szary” uwolniło kilkuset więźniów z więzienia MBP przy ul. Zamkowej.
- 1960 – Podczas Mistrzostw Polski Seniorów w Lekkoatletyce, rozgrywanych na Stadionie Leśnym w Olsztynie, Józef Schmidt ustanowił wynikiem 17,03 m rekord świata w trójskoku.
- 1965 – Kanadyjska piosenkarka Monique Leyrac wygrała V Międzynarodowy Konkurs Piosenki w Sopocie.
- 1976 – Założono Grudziądzkie Towarzystwo Kultury.
- 1977 – W Kopalni Soli im. Tadeusza Kościuszki w Wapnie w Wielkopolsce nagły przybór wód podziemnych zalał poziom trzeci.
- 1985 – Seryjny morderca Paweł Tuchlin został skazany przez Sąd Wojewódzki w Gdańsku na karę śmierci.
- 2010 – Sejm RP przyjął ustawę o ochronie informacji niejawnej.
- 2019 – W Bełku w trakcie trzeciego etapu 76. Tour de Pologne ciężko ranny w wypadku został belgijski kolarz Bjorg Lambrecht, w wyniku czego zmarł tego samego dnia w szpitalu w Rybniku.
- 2022 – Brytyjczyk Ethan Hayter wygrał 79. Tour de Pologne.

## Wydarzenia na świecie

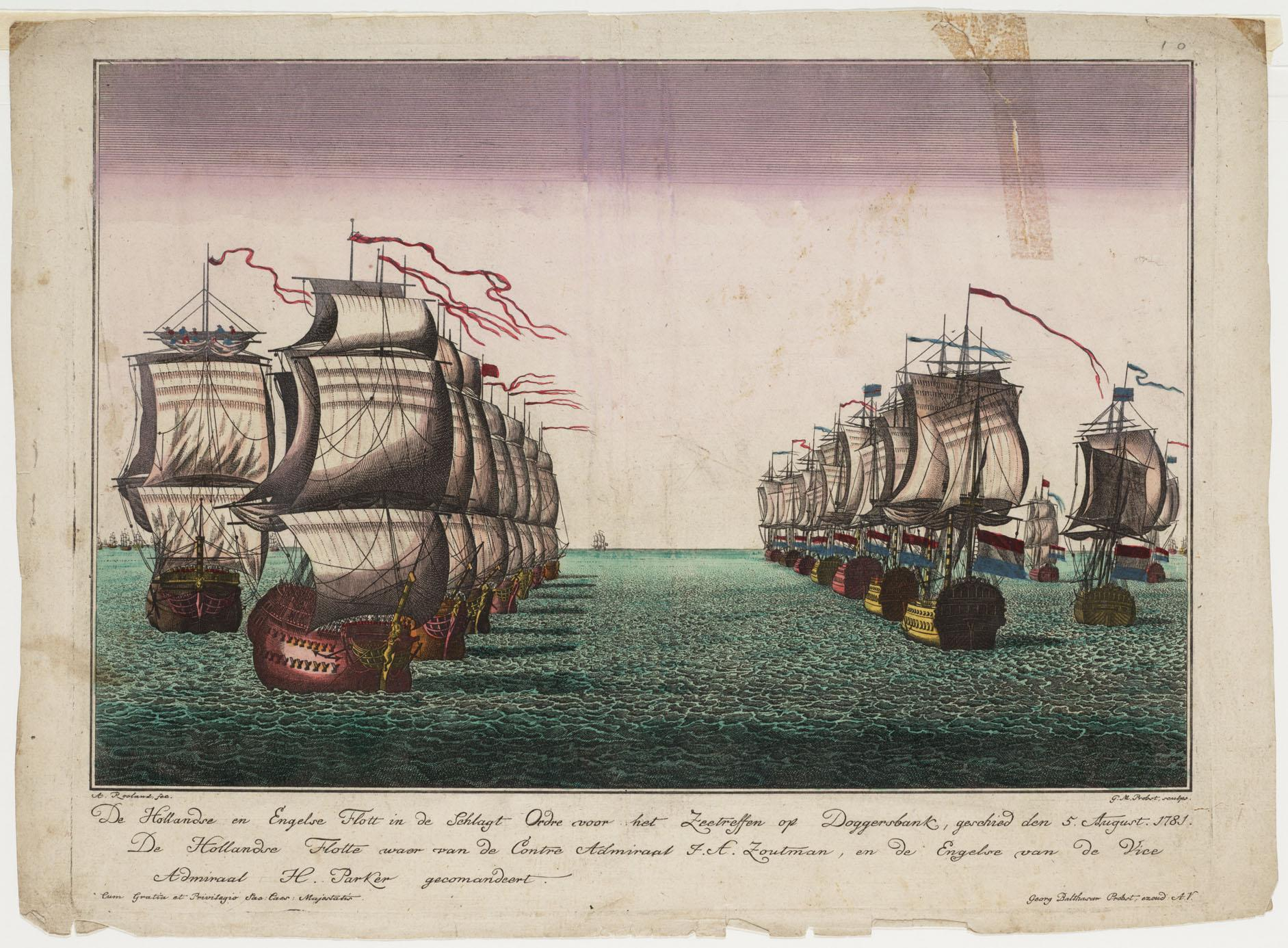
Holenderska eskadra ustawiona w szyku bojowym przed bitwą pod Dogger Bank (1781)

- 642 – Władca Mercji Penda pokonał w bitwie pod Maserfield (Anglia) króla Oswalda z Nortumbrii.
- 910 – Zwycięstwo wojsk anglo-saskich nad duńskimi najeźdźcami w bitwie pod Tettenhall.
- 1068 – Wojny Bizancjum z Normanami: wojska normańskie rozpoczęły 3-letnie oblężenie Bari, ostatniej bizantyjskiej twierdzy w południowych Włoszech.
- 1095 – Papież Urban II dokonał konsekracji katedry św. Apolinarego w Valence.
- 1100 – Henryk I Beauclerc został koronowany na króla Anglii.
- 1192 – III wyprawa krzyżowa: zwycięstwo krzyżowców w bitwie pod Jafą.
- 1388 – Zwycięstwo wojsk szkockich nad angielskimi w bitwie pod Otterburn.
- 1403 – Król Neapolu Władysław I został koronowany w Zadarze w węgierskiej wówczas Dalmacji na króla Węgier w opozycji do panującego Zygmunta Luksemburskiego, który jednakże nie pozwolił mu przejąć władzy w innych częściach kraju i rok później zmusił go do odwrotu.
- 1421 – II krucjata antyhusycka: porażka czeskich husytów w bitwie pod Mostem.
- 1435 – Flota genueńska pokonała flotę aragońską w bitwie pod Ponzą.
- 1473 – Leonardo da Vinci wykonał swój najstarszy znany rysunek Pejzaż z rzeką.
- 1529 – Został zawarty pokój w Cambrai kończący wojnę między Niemcami i Hiszpanią a Francją.
- 1543 – VI wojna włoska: rozpoczęło się oblężenie Nicei.
- 1583 – Humphrey Gilbert oficjalnie ogłosił Nową Fundlandię kolonią angielską, pierwszą na kontynencie północnoamerykańskim.
- 1600:
  - Król Francji Henryk IV Burbon poślubił swoją drugą żonę Marię Medycejską.
  - Nieudany spisek hrabiego Gowrie i jego brata przeciwko królowi Szkocji Jakubowi VI Stuartowi (późniejszemu królowi Anglii Jakubowi I Stuartowi). Podczas próby uwięzienia króla w trakcie polowania obaj bracia zostali zabici przez towarzyszących mu możnych.
- 1619 – Wojna trzydziestoletnia: zwycięstwo wojsk morawsko-czeskich nad cesarskimi w bitwie pod Dolními Věstonicami.
- 1666 – II wojna angielsko-holenderska: zwycięstwo Anglików w bitwie morskiej pod North Foreland.
- 1681 – Poświęcono kościół Matki Bożej Cudownej w Rzymie.
- 1689 – Indianie z plemienia Mohawków dokonali rzezi francuskich osadników w Lachine (Nowa Francja).
- 1716 – VI wojna austriacko-turecka: zwycięstwo wojsk austriackich w bitwie pod Petrovaradinem.
- 1730 – Skonfliktowany z ojcem Fryderykiem Wilhelmem I późniejszy król Prus Fryderyk II został schwytany podczas próby ucieczki z kraju i jako uznany za dezertera osadzony w twierdzy w Kostrzynie nad Odrą.
- 1735 – Nowojorski drukarz, wydawca, redaktor i dziennikarz John Peter Zenger został uniewinniony od zarzutów o działalność wywrotową i zniesławienie Williama Cosby’ego, ówczesnego gubernatora kolonii Nowy Jork. Proces stał się znaczącym i ważnym czynnikiem w rozwoju wolności prasy na kontynencie północnoamerykańskim.
- 1763 – Powstanie Pontiaka: zwycięstwo wojsk brytyjskich nad powstańcami indiańskimi w bitwie pod Bushy Run.
- 1765 – Przyszły cesarz rzymsko-niemiecki Leopold II Habsburg poślubił infantkę hiszpańską Marię Ludwikę Burbon.
- 1781 – IV wojna angielsko-holenderska: nierozstrzygnięta bitwa morska na Dogger Bank.
- 1789 – Francuska Konstytuanta przyjęła ustawę, która stanowiła, że obywatele są równi wobec prawa, znosiła przywileje stanowe, resztki poddaństwa osobistego chłopów i obowiązek płacenia dziesięciny.
- 1796 – I koalicja antyfrancuska: Napoleon Bonaparte pokonał armię austriacką gen. Dagoberta von Wurmsera w bitwie pod Castiglione.
- 1800 – Weszła do służby amerykańska fregata USS „President”.
- 1823 – Założono Royal Hibernian Academy w Dublinie.
- 1846 – USA i Wielka Brytania podpisały traktat oregoński wytyczający granicę amerykańską na odcinku z Kolumbią Brytyjską i Terytoriami Północno-Zachodnimi.
- 1858 – Zakończono kładzenie pierwszego transatlantyckiego kabla telegraficznego.
- 1860 – W Oslo odbyła się norweska koronacja króla Szwecji i Norwegii Karola XV (Karola IV).
- 1861 – W USA zniesiono karę chłosty.
- 1862 – Wojna secesyjna: zwycięstwo wojsk Unii w bitwie pod Baton Rouge.
- 1864 – Wojna secesyjna: zwycięstwo wojsk Unii w bitwie w Zatoce Mobile.
- 1871 – Papież Pius IX w encyklice Saepe Venerabilis nadał formalny charakter zwyczajowi przekazywania świętopietrza.
- 1872 – Założono Zgromadzenie Córek Maryi Wspomożycielki.
- 1873 – Siuksowie Brulé pod wodzą Pstrego Ogona dokonali masakry około 100 Paunisów polujących nad rzeką Republican w Nebrasce.
- 1881 – Pstry Ogon został skrytobójczo zastrzelony przez swego współplemieńca Wroniego Psa.
- 1884 – W południowej Afryce Burowie utworzyli Nieuwe Republiek.
- 1888 – Bertha Benz wraz z dwoma nastoletnimi synami wybrała się, bez wiedzy męża Carla, skonstruowanym przez niego pojazdem Benz Patent-Motorwagen Nummer 3 w podróż z Mannheim do rodzinnego Pforzheim. Tym samym zapisała się w historii jako pierwsza osoba, której udało się samodzielnie pokonać automobilem ponad stukilometrowy dystans.
- 1900:
  - Król Serbii Aleksander I Obrenowić ożenił się z Dragą Mašin.
  - W Odessie doszło do pogromu Żydów.
- 1901 – Irlandczyk Peter O’Connor ustanowił w Dublinie rekord świata w skoku w dal (7,61 m), który obowiązywał przez prawie 20 lat.
- 1908 – W południowych Niemczech rozbił się i spłonął sterowiec LZ 4.
- 1912 – W Karlowych Warach została uruchomiona Kolej linowo-terenowa „Diana”.
- 1914:
  - I wojna światowa: rozpoczęła się belgijsko-niemiecka bitwa o Liège.
  - Nikaragua wydzierżawiła USA na 99 lat archipelag Corn Islands na Morzu Karaibskim.
  - W Cleveland w amerykańskim stanie Ohio uruchomiono pierwszą elektryczną sygnalizację świetlną.
- 1915 – I wojna światowa: włoski okręt podwodny „Nereide” został zatopiony na Adriatyku przez austro-węgierską jednostkę tej samej klasy SM U-5(inne języki), w wyniku czego zginęła cała, 19-osobowa załoga.
- 1917 – Dokonano oblotu niemieckiego myśliwca Fokker Dr.I.
- 1920:
  - Pando w Urugwaju uzyskało prawa miejskie.
  - W obliczu bolszewickiej inwazji papież Benedykt XV skierował do biskupów świata przesłanie O zmiłowanie Boga nad nieszczęsną Polską.
- 1922:
  - 34 osoby zginęły, a 186 zostało rannych w wyniku uderzenia pociągu ekspresowego relacji Fort Worth-Saint Louis w stojący na stacji w Sulphur Springs w stanie Missouri pociąg lokalny.
  - Premiera amerykańskiego filmu niemego Krew na piasku w reżyserii Freda Niblo.
- 1931 – W Kownie otwarto Kolej linową na Zielonej Górze.
- 1936 – Krótko po starcie z Saint Louis w stanie Missouri rozbił się samolot pasażerski Lockheed L-10 Electra, w wyniku czego zginęło wszystkich 8 osób na pokładzie.
- 1939 – 13 młodych kobiet (znanych jako „13 róż”) zostało rozstrzelanych w Madrycie za działalność przeciwko reżimowi gen. Francisco Franco.
- 1940:
  - Łotwa została włączona do ZSRR.
  - Podpisano brytyjsko-polską umowę wojskową.
- 1941 – Atak Niemiec na ZSRR: zwycięstwem wojsk niemieckich zakończyła się bitwa pod Smoleńskiem (6 lipca-5 sierpnia).
- 1943:
  - Front wschodni: Armia Czerwona wyzwoliła Orzeł.
  - Niemiecki okręt podwodny U-34 zatonął w porcie w Kłajpedzie po kolizji z okrętem bazą okrętów podwodnych „Lech”, w wyniku czego zginęło 4 członków załogi.
- 1944:
  - Na Morzu Czarnym został zatopiony przez radziecki okręt podwodny turecki szkuner MV „Mefküre”, przewożący do Stambułu ok. 320 żydowskich uciekinierów z Rumunii.
  - Wojna na Pacyfiku: w obozie jenieckim w Cowra w australijskim stanie Nowa Południowa Walia grupa ok. 1100 Japończyków zaatakowała strażników i przedarła się przez drut kolczasty otaczający obóz. W czasie próby ucieczki zginęło 231 Japończyków i 4 australijskich strażników, a 108 Japończyków i 4 Australijczyków zostało rannych. Z 378 uciekinierów 334 zostało schwytanych w ciągu następnych 9 dni, a 44 popełniło samobójstwo.
- 1949:
  - 12 osób zginęło, a ok. 30 zostało rannych w wyniku obrzucenia granatami jednej z synagog w Damaszku.
  - Trzęsienie ziemi zniszczyło miasto Ambato w Ekwadorze i ok. 50 okolicznych miejscowości, w wyniku czego zginęło ponad 5 tysięcy osób.
- 1950:
  - Bombowiec Boeing B-29 Superfortress rozbił się krótko po starcie z bazy lotniczej w Fairfield w Kalifornii, w wyniku czego zginęło 12 spośród 20 osób na pokładzie i 7 na ziemi, a 49 zostało rannych.
  - W Stuttgarcie niemieckie związki wypędzonych przyjęły Kartę niemieckiego wypędzonego.
- 1953 – Premiera filmu wojennego Stąd do wieczności w reżyserii Freda Zinnemanna.
- 1955 – W zakładach w zachodnioniemieckim Wolfsburgu wyprodukowano milionowy egzemplarz VW Garbusa.
- 1957 – W Tanzanii spadł meteoryt Ufana.
- 1960 – Burkina Faso (jako Górna Wolta) uzyskała niepodległość (od Francji).
- 1962 – Nelson Mandela został osadzony w więzieniu, które opuścił po 28 latach.
- 1963 – W Moskwie ZSRR, USA i Wielka Brytania podpisały układ o zakazie doświadczeń z bronią jądrową w atmosferze, przestrzeni kosmicznej i pod wodą.
- 1964:
  - Kisangani w Demokratycznej Republice Konga zostało zajęte przez rebeliantów z Ludowej Armii Wyzwolenia, którzy rozpoczęli rzeź czarnych mieszkańców miasta i wzięli jako zakładników 1600 obcokrajowców.
  - Wojna wietnamska: lotnictwo amerykańskie rozpoczęło bombardowanie Wietnamu Północnego.
- 1966:
  - Rozpoczęto budowę World Trade Center w Nowym Jorku.
  - Ukazał się album Revolver grupy The Beatles.
  - W chilijskim Portillo rozpoczęły się 19. Mistrzostwa Świata w Narciarstwie Alpejskim, jedyne do tej pory rozegrane na półkuli południowej.
- 1971:
  - Na spotkaniu w Wellington powołano Forum Południowego Pacyfiku.
  - Odbył się pierwszy komercyjny lot trójsilnikowego samolotu średniego i dalekiego zasięgu McDonnell Douglas DC-10 (w barwach American Airlones).
- 1973 – 2 palestyńskich terrorystów z ugrupowania „Czarny Wrzesień” ostrzelało pasażerów na lotnisku w Atenach, zabijając 3 i raniąc 55 osób.
- 1981 – Prezydent USA Ronald Reagan zwolnił z pracy 11 359 strajkujących kontrolerów lotów.
- 1992 – Na Białorusi ogłoszono stan wyjątkowy z powodu pożarów lasów.
- 1993 – 6 spośród 7 członków wyprawy górskiej zginęło tragicznie w nieznanych okolicznościach w górach Chamar-Daban – przeżyła tylko 17-letnia Walentyna Utoczenko. Ze względu na pewną zbieżność zdarzeń sprawa nazywana jest „Przełęczą Diatłowa Buriacji".
- 1995:
  - Wojska chorwackie w trakcie operacji „Burza” zdobyły będące w rękach serbskich miasto Knin. Data zdobycia Knina jest w Chorwacji obchodzona jako Dzień Zwycięstwa.
  - Przyjęto konstytucję Armenii.
- 2002 – Michael Somare został po raz trzeci premierem Papui-Nowej Gwinei.
- 2004 – W Alabamie wykonano wyrok śmierci na 74-letnim mordercy Jamesie Hubbardzie, najstarszej straconej osobie w USA od lat 40. XX wieku.
- 2005:
  - 12 osób zginęło, a około 150 zostało rannych w zamachu bombowym na hotel Marriott w Dżakarcie, przeprowadzonym przez ugrupowanie Dżama’a Islamijja.
  - László Sólyom został prezydentem Węgier.
- 2009:
  - 74 osoby zginęły u wybrzeży wysp Tonga w wyniku zatonięcia promu pasażerskiego „Princess Ashika”.
  - Muhammad uld Abd al-Aziz został prezydentem Mauretanii.
- 2010 – Doszło do katastrofy w kopalni miedzi i złota w pobliżu chilijskiego miasta Copiapó, w wyniku której pod ziemią zostało uwięzionych 33 górników.
- 2013 – 6 osób zginęło, 29 zostało rannych w wyniku wybuchu samochodu-pułapki w mieście Cotabato na filipińskiej wyspie Mindanao.
- 2014 – Akila Salih Isa został przewodniczącym Izby Reprezentantów (głową państwa) Libii.
- 2016:
  - Biesłan Barcyc został premierem Abchazji.
  - W Rio de Janeiro rozpoczęły się XXXI Letnie Igrzyska Olimpijskie.
- 2017 – Mauretańczycy zdecydowali w referendum o dodaniu u góry i na dole flagi państwowej dwóch czerwonych pasków, mających symbolizować krew przelaną przez walczących o niepodległość kraju od Francji[6].
- 2018 – 563 osoby zginęły, a 1477 zostało rannych w wyniku trzęsienia ziemi na indonezyjskiej wyspie Lombok.

## Eksploracja kosmosu
- 1967 – Amerykańska sonda Lunar Orbiter 5 weszła na orbitę Księżyca.
- 1969 – Program Mariner: Sonda Mariner 7 minęła Marsa w odległości 3524 km.
- 1973 – Została wystrzelona radziecka sonda Mars 6.
- 1979 – Amerykańska sonda Voyager 2 zakończyła fazę obserwacji Jowisza.
- 2011 – Została wystrzelona amerykańska sonda kosmiczna Juno, planowany sztuczny satelita Jowisza.

## Urodzili się
- 1301 – Edmund Woodstock, angielski książę (zm. 1330)
- 1461 – Aleksander Jagiellończyk, król Polski, wielki książę litewski (zm. 1506)
- 1540 – Joseph Scaliger, francuski uczony renesansowy (zm. 1609)
- 1559:
  - Wawrzyniec Gembicki, polski duchowny katolicki, arcybiskup gnieźnieński i prymas Polski (zm. 1624)
  - Mikołaj z Mościsk, polski teolog-moralista, pisarz ascetyczny (zm. 1632)
- 1578 – Karol de Luynes, francuski arystokrata, konetabl i par Francji (zm. 1621)
- 1581 – Jadwiga Oldenburg, księżniczka duńska i norweska, elektorowa Saksonii (zm. 1641)
- 1623:
  - (data chrztu) Pietro Antonio Cesti, włoski kompozytor (zm. 1669)
  - Albert Zygmunt Wittelsbach, niemiecki duchowny katolicki, biskup Freising i Ratyzbony (zm. 1685)
- 1631 – Adam Adamandy Kochański, polski jezuita, matematyk, mechanik, fizyk, filozof (zm. 1700)
- 1636 – Anna Sobieska, polska arystokratka, siostra Jana III Sobieskiego (zm. 1655)
- 1694 – Leonardo Leo, włoski kompozytor, organista (zm. 1744)
- 1718 – Tommaso Maria Ghilini, włoski kardynał, nuncjusz apostolski (zm. 1787)
- 1737:
  - Antonio Franconi, francuski przedsiębiorca i artysta cyrkowy pochodzenia włoskiego (zm. 1836)
  - Johann Friedrich Struensee, niemiecki lekarz, polityk, minister w Królestwie Danii (zm. 1772)
- 1749 – Thomas Lynch Jr., amerykański polityk (zm. 1779)
- 1753 – Wawrzyniec Gucewicz, polski architekt, wykładowca akademicki, artysta, uczestnik powstania kościuszkowskiego pochodzenia litewskiego (zm. 1798)
- 1758 – Go-Momozono, cesarz Japonii (zm. 1779)
- 1763 – Bill Richmond, brytyjski bokser pochodzenia afroamerykańskiego (zm. 1829)
- 1770 – Charles-Louis Schulmeister(inne języki), francuski polityk, szef wywiadu (zm. 1853)
- 1795 – Mary Anne Jevons, brytyjska poetka (zm. 1845)
- 1797 – Friedrich August Kummer, niemiecki kompozytor (zm. 1879)
- 1802 – Niels Henrik Abel, norweski matematyk (zm. 1829)
- 1811 – Ambroise Thomas, francuski kompozytor (zm. 1896)
- 1813 – Ivar Aasen, norweski poeta (zm. 1896)
- 1815 – Edward John Eyre, brytyjski urzędnik kolonialny, odkrywca, badacz Australii (zm. 1901)
- 1820 – Ludwik Spiess, polski farmaceuta, przemysłowiec (zm. 1896)
- 1823 – Juliet H. Lewis Campbell, amerykańska poetka, pisarka (zm. 1898)
- 1827:
  - Deodoro da Fonseca, brazylijski major, polityk, pierwszy prezydent Brazylii (zm. 1892)
  - Marian Langiewicz, polski generał, dyktator powstania styczniowego (zm. 1887)
- 1828:
  - Ludwika Orańska, księżniczka holenderska, królowa szwedzka i norweska (zm. 1871)
  - Giovanni Gaetano Rossi, włoski dyrygent, kompozytor (zm. 1886)
- 1833 – Karola von Holstein-Gottorp-Vasa, królowa Saksonii (zm. 1907)
- 1834 – Ewald Hering, niemiecki fizjolog, wykładowca akademicki (zm. 1918)
- 1835 – Christian Wagner, niemiecki poeta (zm. 1918)
- 1837 – Anna Fiłosofowa, rosyjska feministka i filantropka (zm. 1912)
- 1842 – Ferdinand Keller(inne języki), niemiecki malarz (zm. 1922)
- 1844:
  - Ludomir Benedyktowicz, polski leśnik, malarz, uczestnik powstania styczniowego (zm. 1926)
  - Ilja Riepin, rosyjski malarz (zm. 1930)
- 1850 – Guy de Maupassant, francuski pisarz (zm. 1893)
- 1851 – Jan Data, polski działacz ruchu ludowego, polityk (zm. 1925)
- 1852 – Joseph M. Belford, amerykański polityk (zm. 1917)
- 1853 – Edvard August Vainio, fiński lichenolog, wykładowca akademicki (zm. 1929)
- 1855 – Alfredo Capelli, włoski matematyk, wykładowca akademicki (zm. 1910)
- 1858 – Johannes Reinelt, niemiecki prozaik, poeta (zm. 1906)
- 1859 – Axel Londen, fiński strzelec sportowy (zm. 1928)
- 1860 – Louis Wain, brytyjski rysownik (zm. 1939)
- 1861:
  - James Ellis Humphrey, amerykański botanik, mykolog, wykładowca akademicki (zm. 1897)
  - Mary Richmond, amerykańska pracowniczka socjalna (zm. 1928)
- 1862:
  - Józef Fordon, polski franciszkanin konwentualny, czcigodny Sługa Boży (zm. 1927)
  - Joseph Merrick, Brytyjczyk znany jako „człowiek-słoń“ (zm. 1890)
- 1863:
  - Emanuel Sonnenberg, polski dermatolog (zm. 1939)
  - Józef Żenkiewicz, polski generał major, inżynier kolejowy (zm. 1911)
- 1864:
  - Jewgienij Czirikow, rosyjski prozaik, dramaturg (zm. 1932)
  - Eugène Richez, francuski łucznik (zm. 1944)
- 1865:
  - Robert Bevan, brytyjski malarz, litograf (zm. 1925)
  - Tef Curani, albański ekonomista, polityk (zm. 1941)
- 1868:
  - Marie Belloc Lowndes, brytyjska pisarka pochodzenia francuskiego (zm. 1947)
  - Louis Bréhier, francuski historyk, bizantynolog, wykładowca akademicki (zm. 1951)
  - Oskar Merikanto, fiński kompozytor (zm. 1924)
- 1870:
  - Isaak Łałajanc, rosyjski rewolucjonista pochodzenia żydowskiego (zm. 1933)
  - Ludomir Mazurkiewicz, polski drukarz, wydawca (zm. 1935)
- 1871:
  - Aron Freimann, niemiecko-amerykański historyk, judaista, wykładowca akademicki pochodzenia żydowskiego (zm. 1948)
  - Ignacy Kazimierz Ledóchowski, polski hrabia, generał dywizji (zm. 1945)
- 1873 – Jerzy Klocman, polski inżynier, działacz społeczny i polityczny pochodzenia żydowskiego (zm. 1937)
- 1874 – Albert Vogt, szwajcarski historyk, bizantynolog (zm. 1942)
- 1875 – Jan Łopuszański, polski hydrotechnik (zm. 1936)
- 1877 – Tom Thomson, kanadyjski malarz (zm. 1917)
- 1878 – Bernardyna Maria Jabłońska, polska albertynka, błogosławiona (zm. 1940)
- 1879 – Vladimir Aïtoff, francuski lekarz, rugbysta (zm. 1963)
- 1880 – Hermann Lüdemann, niemiecki polityk (zm. 1959)
- 1881 – Louis Baillon, angielski piłkarz, hokeista na trawie, tenisista (zm. 1965)
- 1882:
  - Roman Archutowski, polski duchowny katolicki, męczennik, błogosławiony (zm. 1943)
  - Mikołaj da Gesturi, włoski kapucyn, błogosławiony (zm. 1958)
  - Hernando Siles Reyes, boliwijski adwokat, polityk, prezydent Boliwii (zm. 1942)
  - Trygve Schjøtt, norweski żeglarz sportowy (zm. 1960)
- 1883 – Wawrzyniec Czajka, polski kupiec, przemysłowiec, działacz społeczny (zm. 1974)
- 1884:
  - Władysław Demski, polski duchowny katolicki, męczennik, błogosławiony (zm. 1940)
  - Ludwik Hirszfeld, polski mikrobiolog, immunolog pochodzenia żydowskiego (zm. 1954)
- 1885 – Franciszek Staff, polski ichtiolog (zm. 1966)
- 1887 – Reginald Owen, brytyjski aktor (zm. 1972)
- 1888:
  - Lew (Czeriepanow), rosyjski biskup prawosławny (zm. 1937)
  - Aleksander Putra, polski polityk, poseł na Sejm Ustawodawczy (zm. 1962)
- 1889 – Conrad Aiken, amerykański nowelista, poeta (zm. 1973)
- 1890:
  - Naum Gabo, amerykański rzeźbiarz pochodzenia rosyjskiego (zm. 1977)
  - Erich Kleiber, austriacki dyrygent, kompozytor (zm. 1956)
  - Michał Melina, polski aktor, reżyser teatralny (zm. 1956)
- 1891:
  - Félix Balyu, belgijski piłkarz (zm. 1971)
  - Oreste Moricca, włoski szablista (zm. 1984)
  - Boris Stieczkin, rosyjski uczony, konstruktor i inżynier, specjalista w zakresie silników cieplnych (zm. 1969)
- 1892:
  - Paul Maltby, brytyjski wicemarszałek lotnictwa (zm. 1971)
  - Tadeusz Nartowski, polski malarz (zm. 1971)
  - Valentine Tessier(inne języki), francuska aktorka (zm. 1981)
- 1893:
  - Sydney Camm, brytyjski konstruktor lotniczy (zm. 1966)
  - Perry McGillivray, amerykański pływak (zm. 1944)
- 1894 – Stefan Godlewski, polski pisarz, tłumacz (zm. 1942)
- 1896 – Hans Kirschstein, niemiecki pilot wojskowy, as myśliwski (zm. 1918)
- 1898:
  - Jean Van Den Bosch, belgijski kolarz torowy i szosowy (zm. 1985)
  - Wasilij Lebiediew-Kumacz, rosyjski poeta, autor tekstów piosenek (zm. 1949)
- 1899 – Mart Stam, holenderski architekt (zm. 1986)
- 1900:
  - Leonard Buczkowski, polski reżyser i scenarzysta filmowy (zm. 1967)
  - Sverre Sørsdal, norweski bokser (zm. 1996)
- 1901:
  - Claude Autant-Lara, francuski reżyser filmowy (zm. 2000)
  - Witold Czerwiński, polski ekonomista, prawnik, polityk, działacz emigracyjny (zm. 1982)
  - Juan Carlos Paz, argentyński kompozytor, teoretyk muzyki (zm. 1972)
  - Thomas John Ryan, amerykański kontradmirał (zm. 1970)
  - Stanisław Skibniewski, polski kapitan rezerwy artylerii, żołnierz AK, uczestnik powstania warszawskiego (zm. 1958)
- 1902:
  - Luis Weissmuller, argentyński piłkarz (zm. 1963)
  - Zygmunt Wierski, polski major, dyplomata (zm. 1982)
- 1903:
  - Jan van Diepenbeek, holenderski piłkarz (zm. 1981)
  - Borys Gmyria, ukraiński śpiewak operowy (bas) (zm. 1969)
  - Rensis Likert, amerykański badacz społeczny (zm. 1981)
- 1904 – Janina Broniewska, polska major, autorka literatury dziecięcej i młodzieżowej, pedagog, publicystka (zm. 1981)
- 1905:
  - Wacław Kaźmierczak, polski operator i montażysta filmowy (zm. 1981)
  - Wassily Leontief, amerykański ekonomista, laureat Nagrody Banku Szwecji im. Alfreda Nobla w dziedzinie ekonomii pochodzenia rosyjskiego (zm. 1999)
  - Artiom Mikojan, radziecki konstruktor lotniczy (zm. 1970)
- 1906:
  - John Huston, amerykański aktor, reżyser i scenarzysta filmowy (zm. 1987)
  - Ettore Majorana, włoski fizyk teoretyczny (zm. po 1959)
  - František Svoboda, czeski piłkarz (zm. 1948)
- 1907:
  - Adam Kopyciński, polski kompozytor, dyrygent, pianista, pedagog (zm. 1982)
  - Roger Loyer, francuski kierowca i motocyklista wyścigowy (zm. 1988)
- 1908 – Harold Holt, australijski polityk, premier Australii (zm. 1967)
- 1909 – Adolf Šimperský, czeski piłkarz (zm. 1964)
- 1910:
  - Bruno Coquatrix, francuski impresario, reżyser, przedsiębiorca (zm. 1979)
  - Jacquetta Hawkes, brytyjska archeolog, pisarka (zm. 1996)
  - Francis Johnson, amerykański koszykarz (zm. 1997)
  - Herminio Masantonio, argentyński piłkarz (zm. 1956)
- 1911 – Robert Taylor, amerykański aktor (zm. 1969)
- 1912:
  - Margaret Guido, angielska archeolog (zm. 1994)
  - Filip Istner, polski poeta, dziennikarz, publicysta literacki pochodzenia żydowskiego (zm. 1990)
  - Abbé Pierre, francuski duchowny katolicki, kapucyn, założyciel ruchu Emmaus (zm. 2007)
- 1913 – Manfred Bues, niemiecki lekkoatleta, sprinter (zm. 2012)
- 1914:
  - Bolesław Bączyński, polski operator, reżyser i scenarzysta filmowy (zm. 1989)
  - Lydia Lamaison, argentyńska aktorka (zm. 2012)
  - Zbigniew Węglarz, polski komandor podporucznik (zm. 2007)
- 1915 – Paul Zumthor, szwajcarski filolog, historyk, pisarz (zm. 1995)
- 1916:
  - Aleksandr Awdiejew, radziecki pilot wojskowy, as myśliwski (zm. 1942)
  - Antoni Plamitzer, polski elektrotechnik, wykładowca akademicki (zm. 2001)
  - Peter Viereck, amerykański poeta, historyk, myśliciel polityczny (zm. 2006)
- 1917:
  - Don Chaffey(inne języki), brytyjski reżyser filmowy (zm. 1990)
  - Bronisław Korko, polski strzelec, obrońca Westerplatte (zm. 1968)
- 1918 – José María Carrizo Villarreal, panamski duchowny katolicki, biskup Chitré (zm. 1998)
- 1919:
  - Seweryn Chajtman, polski naukowiec (zm. 2012)
  - Menachem Racon, izraelski polityk (zm. 1987)
- 1921:
  - Jo Backaert, belgijski piłkarz (zm. 1997)
  - Roman Bratny, polski prozaik, poeta, publicysta, scenarzysta filmowy (zm. 2017)
  - Jan Drzewiecki, polski generał brygady pochodzenia żydowskiego (zm. 2001)
  - Mataʻafa Mulinuʻu II, samoański polityk, premier Samoa (zm. 1975)
  - Yves Vincent, francuski aktor (zm. 2016)
- 1922:
  - Stanisław Benski, polski pisarz (zm. 1988)
  - Tałgat Bigeldinow, radziecki generał major lotnictwa (zm. 2014)
  - Haim Ginott, izraelski psycholog, terapeuta dzieci i pedagog (zm. 1973)
- 1923 – Devan Nair, singapurski polityk, prezydent Singapuru (zm. 2005)
- 1924:
  - Marian Dmochowski, polski ekonomista, polityk, dyplomata (zm. 2010)
  - Kéba Mbaye, senegalski działacz sportowy (zm. 2007)
  - Virginio Rognoni, włoski prawnik, polityk, minister spraw wewnętrznych, sprawiedliwości i obrony (zm. 2022)
- 1925 – Franciszek Szydełko, polski konsultant filmowy, treser zwierząt, pułkownik MO (zm. 2020)
- 1926:
  - Clifford Husbands, barbadoski prawnik, polityk, gubernator generalny (zm. 2017)
  - Helena Tokarz, polska botanik, wykładowczyni akademicka (zm. 1994)
  - Kasem Trebeshina, albański pisarz, publicysta (zm. 2017)
  - Per Wahlöö, szwedzki pisarz (zm. 1975)
- 1927:
  - Jean-Jacques Guissart, francuski wioślarz (zm. 2008)
  - Wanda Sarna, polska łączniczka AK w obozie koncentracyjnym Auschwitz-Birkenau (zm. 2021)
  - Stanisław Smoleń, polski generał brygady (zm. 2021)
  - Janusz Tazbir, polski historyk, wykładowca akademicki (zm. 2016)
  - James Timlin, amerykański duchowny katolicki, biskup Scranton (zm. 2023)
- 1928:
  - Vittorio Caissotti di Chiusano, włoski prawnik, działacz piłkarski (zm. 2003)
  - Chung Won-shik, południowokoreański pisarz, nauczyciel, wojskowy, polityk, premier Korei Południowej (zm. 2020)
  - Maria Lipska, polska filolog (zm. 2016)
  - Ennio Mattarelli, włoski strzelec sportowy
  - Johann Baptist Metz, niemiecki teolog katolicki (zm. 2019)
  - Jacek Popiel, polski pilot i instruktor szybowcowy (zm. 2019)
  - Joachim Schubart, niemiecki astronom
- 1929:
  - Alfred Alvarez, brytyjski poeta, pisarz, krytyk literacki (zm. 2019)
  - Ottó Boros, węgierski piłkarz wodny, bramkarz (zm. 1988)
  - Arthur Woods, nowozelandzki rugbysta, trener, działacz sportowy (zm. 2015)
- 1930:
  - Neil Armstrong, amerykański pilot wojskowy, astronauta (zm. 2012)
  - Richie Ginther, amerykański kierowca wyścigowy (zm. 1989)
  - Michal Kováč, słowacki ekonomista, polityk, prezydent Słowacji (zm. 2016)
  - Jean Laudet, francuski kajakarz, kanadyjkarz
  - Vladimír Vavřínek, czeski historyk, bizantynolog (zm. 2024)
  - Henryk Zydorczak, polski pilot szybowcowy (zm. 2006)
- 1931:
  - Billy Bingham, północnoirlandzki piłkarz, trener (zm. 2022)
  - Andrzej Gronau, polski operator filmowy (zm. 2011)
  - Peter Yariyok Jatau, nigeryjski duchowny katolicki, arcybiskup Kaduny (zm. 2020)
  - Janusz Majewski, polski reżyser i scenarzysta filmowy, dramatopisarz (zm. 2024)
- 1932:
  - Albina Barańska, polska dekoratorka wnętrz, scenograf i kostiumograf filmowa (zm. 2018)
  - Maurílio de Gouveia, portugalski duchowny katolicki, arcybiskup metropolita Évory (zm. 2019)
- 1933:
  - Rickard Dahl, szwedzki lekkoatleta, skoczek wzwyż, dziennikarz sportowy (zm. 2007)
  - Ireneusz Opacki, polski filolog, historyk i teoretyk literatury (zm. 2005)
  - Helena Łangowska-Adamczyk, polska chirurg szczękowa, wykładowczyni akademicka (zm. 2020)
- 1934:
  - Gay Byrne, irlandzki prezenter radiowy i telewizyjny (zm. 2019)
  - Cammie King, amerykańska aktorka (zm. 2010)
  - Teresa Olewczyńska, polska poetka
- 1935:
  - Michael Ballhaus, niemiecki operator filmowy (zm. 2017)
  - Gordon Johncock, amerykański kierowca wyścigowy
  - Teodor Kulawczuk, polski ekonomista, wykładowca akademicki (zm. 2025)
  - Margaret Matthews, amerykańska lekkoatletka, sprinterka i skoczkini w dal
  - Schalk Verhoef, holenderski kolarz szosowy (zm. 1997)
- 1936 – John Saxon, amerykański aktor (zm. 2020)
- 1937:
  - Hieronymus Herculanus Bumbun, indonezyjski duchowny katolicki, arcybiskup Pontianak, administrator apostolski Sanggau (zm. 2024)
  - James Carlisle, polityk z Antigui i Barbudy, gubernator generalny
  - Brian Marsden, brytyjski astronom (zm. 2010)
  - Manuel Pinto da Costa, saotomejski polityk, prezydent Wysp Świętego Tomasza i Książęcej
- 1938:
  - Mieczysław Adamczyk, polski historyk
  - Roman Bartosiewicz, polski aktor (zm. 2019)
  - Gianfranco Gaspari, włoski bobsleista
  - Andrzej Makowiecki, polski pisarz, podróżnik, reporter, scenarzysta (zm. 2024)
  - Maria Wachowiak, polska aktorka (zm. 2019)
- 1939:
  - Bob Clark, amerykański aktor, reżyser i scenarzysta filmowy (zm. 2007)
  - Irena Emma Elżbieta, księżniczka holenderska, tytularna księżna Parmy
  - Klaus May, niemiecki kolarz szosowy i torowy (zm. 2004)
- 1940:
  - Franco Cardini, włoski historyk, pisarz, publicysta
  - Raimon Obiols i Germà, hiszpański i kataloński polityk
- 1941:
  - Jan Gomola, polski piłkarz (zm. 2022)
  - Ewa Kamas(inne języki), polska aktorka
  - Leonid Kizim, radziecki generał pułkownik lotnictwa, kosmonauta (zm. 2010)
  - Airto Moreira, brazylijski perkusista jazzowy, członek zespołu Weather Report
- 1942:
  - Oswaldo Brenes Álvarez, kostarykański duchowny katolicki, biskup Ciudad Quesada
  - Osvaldo Padilla, filipiński duchowny katolicki, arcybiskup, nuncjusz apostolski
  - Roman Rożek, polski bokser
  - Sergio Ramírez, nikaraguański adwokat, dziennikarz, pisarz, polityk
  - Barbara Sołtysik, polska aktorka
- 1943:
  - Frederick Campbell, amerykański duchowny katolicki, biskup Columbus
  - Petre Ciarnău, rumuński zapaśnik
  - Leo Kinnunen, fiński kierowca wyścigowy (zm. 2017)
  - Rodney Pattisson, brytyjski żeglarz sportowy
  - René-Pierre Quentin, szwajcarski piłkarz
- 1944:
  - Aleixo das Neves Dias, indyjski duchowny katolicki, biskup Port Blair
  - Polycarp Pengo, tanzański duchowny katolicki, arcybiskup Dar es Salaam, kardynał
- 1945:
  - Loni Anderson, amerykańska aktorka (zm. 2025)
  - Giuseppe Cindolo, włoski lekkoatleta, długodystansowiec
- 1946:
  - Walerij Klemientjew, radziecki żużlowiec (zm. 1971)
  - Rick van der Linden(inne języki), holenderski muzyk, członek zespołu Ekseption (zm. 2006)
  - Xavier Trias, kataloński lekarz, polityk
  - Reinhard Tritscher, austriacki narciarz alpejski (zm. 2018)
  - César Villanueva, peruwiański polityk, premier Peru
- 1947:
  - Roberto Debarnot, argentyński szachista
  - Rick Derringer(inne języki), amerykański gitarzysta, wokalista, producent muzyczny
  - Marian Dziędziel, polski aktor
  - Ja’el German, izraelska polityk
  - Wołodymyr Kozerenko, ukraiński piłkarz, trener (zm. 2007)
- 1948:
  - Ray Clemence, angielski piłkarz, trener (zm. 2020)
  - David Hungate, amerykański basista, członek zespołu Toto
  - Baldwin Lonsdale, vanuacki polityk, prezydent Vanuatu (zm. 2017)
  - Hugues Quester, francuski aktor
  - Karlheinz Smieszek, niemiecki strzelec sportowy
  - Antoni Zajkowski, polski judoka
  - Efraim Zuroff, izraelski historyk
- 1949:
  - Witold Molik, polski historyk
  - Nikołaj Sapożnikow, rosyjski polityk
  - Helga Seidler, niemiecka lekkoatletka, sprinterka
  - Genowefa Tokarska, polska działaczka samorządowa, polityk, wojewoda lubelski, poseł na Sejm RP
- 1950:
  - Kujtim Çashku, albański reżyser i scenarzysta filmowy
  - Rosi Mittermaier, niemiecka narciarka alpejska (zm. 2023)
  - Frank Terletzki, niemiecki piłkarz
  - Tadeusz Wantuła, polski filolog, filmoznawca
- 1951:
  - Czesław Chwiszczuk(inne języki), polski operator filmowy
  - Franz-Peter Hofmeister, niemiecki lekkoatleta, sprinter
  - Hun Sen, kambodżański polityk, premier Kambodży
  - Ignacy Szczepański, polski reżyser i scenarzysta filmowy
- 1952:
  - Tamás Faragó, węgierski piłkarz wodny, trener
  - Jerzy Kossakowski, polski działacz związkowy i polityk, poseł na Sejm RP
  - Thomas Paprocki, amerykański duchowny katolicki, biskup pomocniczy Chicago, biskup Springfield pochodzenia polskiego
- 1953:
  - Felice Casson, włoski prawnik, sędzia śledczy, polityk
  - Michael F. Doyle, amerykański polityk, kongresman
  - Wincenty Kawa, polski hokeista, trener
  - Samantha Sang, australijska piosenkarka
- 1954:
  - Luigi Infanti della Mora, włoski duchowny katolicki, wikariusz apostolski Aysén w Chile
  - Karlo Kasap, jugosłowiański i kanadyjski zapaśnik
  - Wiesław Szczuka, polski ekonomista, dyplomata, urzędnik państwowy
- 1955:
  - Pierre Lévy, francuski dyplomata
  - Grażyna Siewierska, polska lekkoatletka, sprinterka
  - John Whitaker, brytyjski jeździec sportowy
- 1956:
  - Bogdan Dolnicki, polski prawnik, wykładowca akademicki
  - Barbara Hollender, polska dziennikarka, krytyk filmowy
  - Warużan Sukiasjan, ormiański piłkarz, trener
- 1957:
  - Clayton Rohner, amerykański aktor
  - Wanda Roman, polska historyk
- 1958:
  - Jurij Dumczew, rosyjski lekkoatleta, dyskobol, aktor (zm. 2016)
  - Juli-Jo’el Edelstein, izraelski polityk
  - Andrij Fedecki, ukraiński piłkarz (zm. 2018)
  - Uładzimir Makiej, białoruski polityk, dyplomata, minister spraw zagranicznych (zm. 2022)
  - Ulla Salzgeber, niemiecka jeźdźczyni sportowa
- 1959:
  - Pete Burns, brytyjski wokalista, autor tekstów, członek zespołu Dead or Alive (zm. 2016)
  - Mark Cendrowski, amerykański reżyser telewizyjny pochodzenia polskiego
  - Pat Smear, amerykański gitarzysta, członek zespołów: The Germs, Nirvana i Foo Fighters
- 1960:
  - David Baldacci, amerykański prawnik, pisarz pochodzenia włoskiego
  - Wojciech Brochwicz, polski prawnik, urzędnik państwowy
  - Oļegs Burovs, łotewski samorządowiec, burmistrz Rygi
  - Mariusz Drapikowski, polski złotnik, bursztynnik
  - Tomáš Hoskovec, czeski językoznawca, indoeuropeista
  - Pierre Jubinville, kanadyjski duchowny katolicki, biskup San Pedro w Paragwaju
  - Mariusz Kazana, polski dyplomata, dyrektor protokołu dyplomatycznego w MSZ (zm. 2010)
  - Gérard Onesta, francuski polityk, eurodeputowany
  - Paweł Pochwała, polski reżyser, dziennikarz
  - Ferenc Salbert, francuski lekkoatleta, tyczkarz pochodzenia węgierskiego
  - Vladimír Šlechta, czeski pisarz fantasy i science fiction
  - Francis Vermaelen, belgijski kolarz szosowy
  - Anna Wojton, polska aktorka
  - Hieronim Wrona, polski dziennikarz muzyczny
- 1961:
  - Mercedes Aráoz, peruwiańska ekonomistka, polityk, wiceprezydent i premier Peru
  - Dario Bonetti, włoski piłkarz, trener
  - Peter Chung Soon-taek, południowokoreański duchowny katolicki, arcybiskup metropolita seulski
  - Mykoła Diadiura, ukraiński dyrygent
  - Tawny Kitaen, amerykańska aktorka, modelka (zm. 2021)
  - Greg Kite, amerykański koszykarz
  - Henri Stambouli, francuski piłkarz, trener (zm. 2023)
- 1962:
  - Patrick Ewing, amerykański koszykarz pochodzenia jamajskiego
  - Jo Kennedy, australijska aktorka
  - Jurij Melnyk, ukraiński polityk
  - María Muñiz de Urquiza, hiszpańska polityk
  - Otis Thorpe, amerykański koszykarz
- 1963:
  - Anna Jurksztowicz, polska piosenkarka, wokalistka jazzowa, producentka muzyczna
  - Steve Lee, szwajcarski wokalista, członek zespołu Gotthard(inne języki) (zm. 2010)
  - Brian Sandoval, amerykański polityk, gubernator Nevady
  - Greg Stokes, amerykański koszykarz, trener
  - Mark Strong, brytyjski aktor
- 1964:
  - Ali Bouafia, algierski piłkarz
  - Juan Jiménez, peruwiański prawnik, polityk, premier Peru
  - Raimonds Laizāns, łotewski piłkarz, bramkarz
  - Miguel Ángel Osorio, meksykański polityk
  - Terawan Agus Putranto, indonezyjski lekarz, polityk
  - Geoff Thomas, angielski piłkarz
  - Palmiro Salas, gwatemalski piłkarz, trener
  - Zoran Sretenović, serbski koszykarz, trener (zm. 2022)
- 1965:
  - Irina Archangielska, rosyjsko-polska siatkarka
  - Terri Dendy, amerykańska lekkoatletka, sprinterka
  - Dorin Mateuț, rumuński piłkarz
- 1966:
  - Håkan Algotsson, szwedzki hokeista, bramkarz, trener
  - Marek Andrysek, polski akordeonista
  - James Gunn, amerykański reżyser, scenarzysta i producent filmowy
- 1967:
  - Patrick Baumann, szwajcarski prawnik, działacz sportowy, sekretarz generalny FIBA (zm. 2018)
  - Jane Bogaert, szwajcarska piosenkarka, kompozytorka, modelka
  - Dariusz Kiełczewski, polski filozof, ekonomista, poeta, prozaik
  - Thomas Lang, austriacki muzyk, multiinstrumentalista, producent muzyczny
  - Kazunori Yamauchi, japoński przedsiębiorca, autor gier komputerowych
  - Sawwacjusz (Zagriebielny), rosyjski biskup prawosławny
- 1968:
  - Dimitris Drutsas, grecki polityk
  - Funkmaster Flex, amerykański didżej, producent muzyczny
  - Marine Le Pen, francuska prawnik, polityk
  - Ołeh Łużny, ukraiński piłkarz
  - Mordon Malitoli, zambijski piłkarz
  - Colin McRae, szkocki kierowca rajdowy (zm. 2007)
  - John Olerud, amerykański baseballista
  - Szimon Solomon, izraelski polityk
  - Piotr Szwedes, polski aktor, prezenter telewizyjny
  - May Britt Våland, norweska kolarka torowa i szosowa
  - James Wilder, amerykański aktor
- 1969:
  - Chuck Campbell, kanadyjski aktor
  - Francisco Cota de Oliveira, brazylijski duchowny katolicki, biskup pomocniczy Kurytyby
  - Robert Scott, australijski wioślarz
  - Ireneusz Zyska, polski prawnik, samorządowiec, polityk, poseł na Sejm RP
- 1970:
  - Wiktor Iwanenko, ukraiński piłkarz
  - Konstantin Jeriomienko, rosyjski piłkarz (zm. 2010)
  - Łeonid Stadnyk, ukraiński weterynarz, wielkolud (zm. 2014)
  - Mayte Vilán, kubańska aktorka
- 1971:
  - Eric Bernotas, amerykański skeletonista
  - Laura Chiesa, włoska szpadzistka
  - Valdis Dombrovskis, łotewski polityk, premier Łotwy
  - Evil Jared Hasselhoff, amerykański gitarzysta basowy, członek zespołu Bloodhound Gang
  - Beata Kozikowska, polska aktorka
  - Karina Krawczyk, polsko-niemiecka aktorka, modelka
- 1972:
  - Maxence Flachez, francuski piłkarz
  - Yann Lachuer, francuski piłkarz
  - Marc Libbra, francuski piłkarz
  - Darren Shahlavi, brytyjski aktor, kaskader, mistrz sztuk walki pochodzenia irańskiego (zm. 2015)
  - Theodore Whitmore, jamajski piłkarz
  - Christian Olde Wolbers, belgijski muzyk, kompozytor, członek zespołów: Fear Factory, Arkaea(inne języki) i Beowülf(inne języki)
  - Monika Zbrojewska, polska prawnik, polityk, wiceminister sprawiedliwości (zm. 2015)
- 1973:
  - Michael Hollick, amerykański aktor
  - Rafał Rajkowski, polski samorządowiec, wicemarszałek województwa mazowieckiego
  - Piotr Selim, polski pianista, wokalista, kompozytor
  - Sean Sherk, amerykański zawodnik MMA
- 1974:
  - Roman Berezowski, ormiański piłkarz, bramkarz
  - Alvin Ceccoli, australijski piłkarz pochodzenia sanmaryńskiego
  - Julio César Enciso, paragwajski piłkarz
  - Frankie Hejduk, amerykański piłkarz pochodzenia chorwackiego
  - Gabriel Michalik, polski dziennikarz, pisarz
  - Kajol, indyjska aktorka
  - Walerij Kieczinow, uzbecki i rosyjski piłkarz
  - Joeli Lotawa, fidżyjski rugbysta
  - Olaf Osica, polski politolog
  - Ołeksandr Petriw, ukraiński strzelec sportowy
  - Muriel Sarkany, belgijska wspinaczka sportowa
  - Antoine Sibierski, francuski piłkarz pochodzenia polskiego
  - Knut Magne Valle, norweski muzyk, kompozytor, producent muzyczny, członek zespołu Arcturus
- 1975:
  - Try Bennett, kostarykański piłkarz
  - Antony Cotton, brytyjski aktor, wokalista
  - Ro’i Folkman, izraelski polityk
  - Iddo Goldberg, izraelsko-brytyjski aktor
  - Peter Graham, australijski zawodnik sportów walki
  - Maciej Małysa, polski aktor
  - Michał Daniel Mordarski, polski dziennikarz, bajkopisarz, bloger
  - Marcin Pobuta, polski hokeista na trawie
  - Eicca Toppinen, fiński muzyk, kompozytor, członek zespołu Apocalyptica
  - Krystian Wieczorek, polski aktor
  - Marek Zúbek, czeski piłkarz
- 1976:
  - Gábor Balogh, węgierski pięcioboista nowoczesny
  - Witalij Dzierbianiou, białoruski sztangista
  - Marlene Favela, meksykańska aktorka
  - Marians Pahars, łotewski piłkarz, trener pochodzenia ukraińskiego
  - Damir Skomina, słoweński sędzia piłkarski
  - Marta Stożek, polska polityk, posłanka na Sejm RP
- 1977:
  - Damian Baliński, polski żużlowiec
  - Håvard Bjerkeli, norweski biegacz narciarski
  - Łukasz Garlicki, polski aktor, reżyser teatralny
  - Soraya Jiménez, meksykańska sztangistka (zm. 2013)
  - Gordan Kičić, serbski aktor
  - Tomasz Mycan, polski aktor
  - Milorad Peković, czarnogórski piłkarz
- 1978:
  - Cosmin Bărcăuan, rumuński piłkarz
  - Dorin Chirtoacă, mołdawski polityk
  - Rita Faltoyano, węgierska aktorka pornograficzna
  - Kim Gevaert, belgijska lekkoatletka, sprinterka
  - Harel Lewi, izraelski tenisista
  - Dmitrij Szepiel, rosyjski łyżwiarz szybki
  - Patricia Wartusch, austriacka tenisistka
- 1979:
  - Andrij Biłecki, ukraiński wojskowy, polityk
  - José Fidalgo, portugalski aktor, model
  - David Healy, północnoirlandzki piłkarz
  - Yasser Romero, kubański siatkarz
- 1980:
  - Wayne Bridge, angielski piłkarz
  - Salvador Cabañas, paragwajski piłkarz
  - Jason Culina, australijski piłkarz pochodzenia chorwackiego
  - Jurij Forman, izraelski bokser
  - Ałeksandar Mitreski, macedoński piłkarz
  - Ann Simons, belgijska judoczka
  - Morten Solem, norweski skoczek narciarski
  - Ali Umar, malediwski piłkarz
  - Sophie Winkleman, brytyjska aktorka
- 1981:
  - Carl Crawford, amerykański baseballista
  - Maik Franz, niemiecki piłkarz
  - Erik Guay, kanadyjski narciarz alpejski
  - Paul Jans, holenderski piłkarz
  - Mate Kapović, chorwacki językoznawca, wykładowca akademicki
  - Kō Shibasaki, japońska aktorka, piosenkarka
  - David Trapp, belizeński piłkarz
  - Norbert Witkowski, polski piłkarz, bramkarz
- 1982:
  - Liron Cohen, izraelska koszykarka
  - LoLo Jones, amerykańska lekkoatletka, płotkarka, bobsleistka
  - Wei Ning, chińska strzelczyni sportowa
- 1983:
  - Regina Dukai, węgierska modelka, piosenkarka
  - Magdalena Jarecka, polska zawodniczka karate
  - Anca Măroiu, rumuńska szpadzistka
  - Annika Mehlhorn, niemiecka pływaczka
  - Alexandra Stoian, rumuńska biathlonistka
  - Yun Jin-seo, południowokoreańska aktorka
- 1984:
  - Battista Acquaviva, francuska piosenkarka, śpiewaczka operowa (mezzosopran)
  - Takamasa Anai, japoński judoka
  - Rashaun Broadus, amerykański koszykarz
  - Kaare Dybvad, duński polityk
  - Helene Fischer, niemiecka piosenkarka
  - Jordan Lotiès, francuski piłkarz pochodzenia martynikańskiego
  - Ryan McDonald, kanadyjski aktor
  - Nikola Rosić, serbski siatkarz
  - Paweł Skowroński, polski kajakarz, kanadyjkarz
  - Makhtar Thioune, senegalski piłkarz
- 1985:
  - Laurent Ciman, belgijski piłkarz
  - Othyus Jeffers, amerykański koszykarz
  - Salomon Kalou, iworyjski piłkarz
  - Mariusz Rowicki, polski judoka
  - Gil Vermouth, izraelski piłkarz
- 1986:
  - Paula Creamer, amerykańska golfistka
  - Tian Qing, chińska badmintonistka
  - Jekatierina Ułanowa, rosyjska siatkarka
  - Tatsuhiro Yonemitsu, japoński zapaśnik
  - Kathrin Zettel, austriacka narciarka alpejska
- 1987:
  - Lexi Belle, amerykańska aktorka pornograficzna
  - Benjamin Compaoré, francuski lekkoatleta, trójskoczek pochodzenia burkińskiego
  - Helena Fromm, niemiecka zawodniczka taekwondo
  - Clifford Mulenga, zambijski piłkarz
  - Stephanie, japońska aktorka, piosenkarka pochodzenia ormiańskiego
- 1988:
  - Paola Ampudia, kolumbijska siatkarka
  - Alessandra Camarda, włoska siatkarka
  - Hans Gruhne, niemiecki wioślarz
  - Mohamed Sacko, gwinejski piłkarz
- 1989:
  - Amy Atkinson, guamska lekkoatletka, biegaczka
  - Michele Baranowicz, włoski siatkarz pochodzenia polskiego
  - Ryan Bertrand, angielski piłkarz
  - John Raphael Bocco, tanzański piłkarz
  - Tal Ben Chajjim, izraelski piłkarz
  - Gia Grigalawa, gruziński piłkarz
  - Daniel Jasinski, niemiecki lekkoatleta, dyskobol pochodzenia polskiego
  - Darren Keet, południowoafrykański piłkarz, bramkarz
  - Ermir Lenjani, albański piłkarz
  - Claudia Pop, rumuńska koszykarka
  - Nina Radojčić, serbska piosenkarka
  - Rita Rasheed, węgierska koszykarka
  - Grégory Sertic, francuski piłkarz pochodzenia chorwackiego
- 1990:
  - Gohi Bi Cyriac, iworyjski piłkarz
  - Álex Rodríguez, panamski piłkarz, bramkarz
- 1991:
  - Guido Andreozzi, argentyński tenisista
  - Célia Aymonier, francuska biegaczka narciarska
  - Daniëlle van de Donk, holenderska piłkarka
  - Martina Granström, szwedzka pływaczka
  - Andreas Weimann, austriacki piłkarz
- 1992:
  - Chen Ding, chiński lekkoatleta, chodziarz
  - Laurent Jans, luksemburski piłkarz
  - Katarzyna Lubońska, polska zawodniczka MMA
  - Olga Podczufarowa, rosyjska biathlonistka
  - Estavana Polman, holenderska piłkarka ręczna
  - Daniella Szabó, węgierska lekkoatletka, tyczkarka
  - Corey Walden, amerykański koszykarz
- 1993:
  - Matt Costello, amerykański koszykarz
  - Wachtang Czanturiszwili, gruziński piłkarz
  - Sverrir Ingi Ingason, islandzki piłkarz
  - Hélène Kong, kambodżańska lekkoatletka, tyczkarka
  - Anna Köhler, niemiecka bobsleistka
  - Anicka Newell, kanadyjska lekkoatletka, tyczkarka
  - Suzuka Ōgo, japońska aktorka
- 1994:
  - Sonni Nattestad, farerski piłkarz
  - Ben Osborn, angielski piłkarz
  - Tomasz Polewka, polski pływak
  - Martín Rodríguez, chilijski piłkarz
- 1995:
  - Kylian Hazard, belgijski piłkarz
  - Pierre Højbjerg, duński piłkarz
  - Staniša Mandić, czarnogórski piłkarz
  - Amy-Eloise Markovc, brytyjska lekkoatletka, biegaczka długodystansowa
  - Radovan Pankov, serbski piłkarz
  - Stefano Sensi, włoski piłkarz
  - Louis Thauron, francuski łyżwiarz figurowy
  - Klaudia Wiśniowska, polska szachistka
- 1996:
  - Carlos Adames, dominikański zapaśnik
  - Daichi Kamada, japoński piłkarz
  - Rafał Makowski, polski piłkarz
  - Mai Murakami, japońska gimnastyczka
  - Karolina Piśla, polska siatkarka
- 1997:
  - Dominic Harrison(inne języki), brytyjski piosenkarz, muzyk, autor tekstów
  - Olivia Holt, amerykańska aktorka, piosenkarka
  - Adam Irigoyen, amerykański aktor, piosenkarz, raper, tancerz
  - Luther Singh, południowoafrykański piłkarz
  - Wang Yibo, chiński aktor, piosenkarz
  - Wang Yuchen, chiński snookerzysta
  - Jack White, australijski koszykarz
- 1998:
  - João Almeida, portugalski kolarz szosowy
  - Mimi Keene, brytyjska aktorka
  - Patryk Klimala, polski piłkarz
  - Pawieł Sitnikow, rosyjski łyżwiarz szybki, specjalista short tracku
  - Anton Spiridonov, rosyjsko-amerykański łyżwiarz figurowy
  - Ruben Vargas, szwajcarski piłkarz pochodzenia dominikańskiego
- 1999:
  - Alina Hruszyna-Akobija, ukraińska zapaśniczka
  - Lesti, indonezyjska piosenkarka
  - Alexei Popyrin, australijski tenisista pochodzenia rosyjskiego
- 2000:
  - Melwin Beckman, polski piłkarz ręczny pochodzenia szwedzkiego
  - Kaltrina Biqkaj, kosowska piłkarka
  - Rafael Fernández, meksykański piłkarz
  - Lenny Pintor, francuski piłkarz pochodzenia martynikańskiego
  - Ali Youssef, tunezyjski piłkarz
- 2001:
  - Anthony Edwards, amerykański koszykarz
  - Kornelia Fiedkiewicz, polska pływaczka
  - Anshu Malik, indyjska zapaśniczka
  - Josie Totah, amerykańska aktorka, komik, wokalistka
- 2003:
  - Meshari Al-Nemer, saudyjski piłkarz
  - Arquímides Ordóñez, gwatemalski piłkarz
- 2004:
  - Gavi, hiszpański piłkarz
  - Jayden Hibbert, jamajski piłkarz, bramkarz
  - Ksienija Sinicyna, rosyjska łyżwiarka figurowa
- 2005:
  - Dino Prižmić, chorwacki tenisista
  - Alexandra Rexová, słowacka niepełnosprawna narciarka alpejska
  - Obed Vargas, meksykański piłkarz

## Zmarli
- 465 – Libiusz Sewer, cesarz rzymski (ur. ?)
- 642 – Oswald, król Nortumbrii, święty (ur. ok. 604)
- 824 – Heizei, cesarz Japonii (ur. 774)
- 877 – Ubajd Allah ibn Jahja ibn Chakan, dwukrotny wezyr Abbasydów (ur. ?)
- 882 – Ludwik III, król zachodniofrankijski (ur. ok. 863)
- 890 – Ranulf II, książę Akwitanii (ur. 850)
- 1063 – Gruffydd ap Llywelyn(inne języki), król Gwynedd, Powys, Gwent, Glywysing(inne języki) i Deheubarth (ur. 1007)
- 1347 – Jan Grot, polski duchowny katolicki, biskup krakowski (ur. ?)
- 1364 – Kōgon, cesarz Japonii (ur. 1313)
- 1482 – Ba Saw Phyu, król Arakanu (ur. ?)
- 1501 – Juan López, hiszpański duchowny katolicki, biskup Perugii, arcybiskup Kapui, kardynał (ur. ok. 1455)
- 1524 – (lub 28 sierpnia) Maciej von Ende, polski kupiec, burmistrz Poznania pochodzenia niemieckiego (ur. 1470)
- 1537 – Paolo Emilio Cesi, włoski kardynał (ur. 1481)
- 1579 – Stanisław Hozjusz, polski duchowny katolicki, biskup chełmiński i warmiński, kardynał, sekretarz wielki koronny, sekretarz królewski (ur. 1504)
- 1594 – Eleonora Habsburżanka, arcyksiężniczka austriacka, księżniczka czeska i węgierska, księżna Mantui i Montferratu (ur. 1534)
- 1597 – Jean de Santeul, francuski duchowny katolicki, poeta nowołaciński (ur. 1630)
- 1633 – George Abbot, angielski duchowny anglikański, biskup Canterbury (ur. 1562)
- 1638:
  - Peter Minuit, holenderski administrator kolonialny (ur. ok. 1589)
  - Kasjan z Nantes, francuski kapucyn, misjonarz, męczennik, błogosławiony (ur. 1607)
- 1676 – Pierre Patel, francuski malarz (ur. 1605)
- 1677 – Maciej Bystram, polski duchowny katolicki, biskup pomocniczy chełmiński (ur. 1602)
- 1697 – Jean de Santeul, francuski kanonik, poeta nowołaciński (ur. 1630)
- 1729 – Thomas Newcomen, brytyjski kowal, wynalazca (ur. 1663)
- 1743 – John Hervey, brytyjski arystokrata, polityk, pisarz, pamiętnikarz (ur. 1696)
- 1754 – James Gibbs, szkocki architekt (ur. 1682)
- 1757 – Antoine Pesne, francuski malarz, rysownik (ur. 1683)
- 1777 – Jan Wacław Burian, polski zakonnik, kapelmistrz, kopista utworów muzycznych pochodzenia czeskiego (ur. ?)
- 1787 – François Francœur, francuski kompozytor (ur. 1698)
- 1792 – Frederick North, brytyjski arystokrata, polityk, premier Wielkiej Brytanii (ur. 1732)
- 1794 – Gregorio Antonio Maria Salviati, włoski kardynał (ur. 1722)
- 1795 – William Fleming, amerykański lekarz, oficer, polityk, gubernator Wirginii (ur. 1729)
- 1799 – Richard Howe, brytyjski arystokrata, admirał, polityk (ur. 1726)
- 1800 – Apolonia Ponińska, polska arystokratka (ur. 1759)
- 1814 – Francis James Jackson, brytyjski dyplomata (ur. 1770)
- 1815 – Hieronim Stroynowski, polski duchowny katolicki, biskup wileński (ur. 1752)
- 1816:
  - Rafał Józef Czerwiakowski, polski anatom, chirurg, położnik (ur. 1743)
  - Tomasz Wawrzecki, polski generał, polityk, Najwyższy Naczelnik Siły Zbrojnej Narodowej (ur. 1759)
- 1818 – Stanisław Mycielski, polski generał, pisarz, polityk (ur. 1743)
- 1838:
  - Anton Schimser, polski rzeźbiarz pochodzenia austriackiego (ur. 1790)
  - Wojciech Szweykowski, polski pijar, pedagog, językoznawca, wolnomularz (ur. 1773)
- 1845 – Magdalena Dobromila Rettigová, czeska pisarka, kucharka (ur. 1785)
- 1852 – František Ladislav Čelakovský, czeski prozaik, poeta, tłumacz, krytyk literacki (ur. 1799)
- 1855 – Alexandre d'Ermenoville Girardin, francuski generał (ur. 1776)
- 1858:
  - Alexis Soyer, francuski mistrz kuchni (ur. 1810)
  - Johann Anton Weinmann, niemiecki botanik, mykolog (ur. 1782)
- 1863 – Adolf Hesse, niemiecki organista, kompozytor (ur. 1809)
- 1864 – Przywódcy powstania styczniowego straceni na stokach Cytadeli Warszawskiej:
  - Jan Jeziorański, polski polityk, dyrektor komunikacji Rządu Narodowego (ur. 1834)
  - Rafał Krajewski, polski architekt, polityk, dyrektor spraw wewnętrznych Rządu Narodowego (ur. 1834)
  - Józef Toczyski, polski polityk, naczelnik skarbu Rządu Narodowego (ur. 1826)
  - Romuald Traugutt, polski generał, polityk, dyktator powstania (ur. 1826)
  - Roman Żuliński, polski matematyk, polityk, dyrektor ekspedytury Rządu Narodowego (ur. 1837)
- 1868 – Jacques Boucher de Crèvecœur de Perthes, francuski archeolog (ur. 1788)
- 1872 – Charles-Eugène Delaunay, francuski astronom, matematyk (ur. 1816)
- 1879 – Maria del Pilar Burbon, infantka hiszpańska (ur. 1861)
- 1881 – Pstry Ogon, wódz Siuksów (ur. ok. 1823)
- 1888 – Philip Sheridan, amerykański generał (ur. 1831)
- 1889 – Ignacy Zakrzewski, polski historyk, heraldyk (ur. 1823)
- 1893 – James Pierpont, amerykański muzyk, kompozytor, organista, autor tekstów piosenek (ur. 1822)
- 1895 – Friedrich Engels, niemiecki filozof, socjolog, socjalista rewolucyjny, teoretyk polityki (ur. 1820)
- 1900 – Zebulon York, amerykański (konfederacki) generał brygady (ur. 1819)
- 1901 – Wiktoria Koburg, księżniczka brytyjska, cesarzowa Niemiec (ur. 1840)
- 1904 – Carl Weigert, niemiecki lekarz patolog (ur. 1845)
- 1905 – Anton Ažbe, słoweński malarz (ur. 1862)
- 1907 – Julius Hohberg, niemiecki piwowar (ur. 1839)
- 1908 – Walery Antoni Wróblewski, polski generał, uczestnik powstania styczniowego i Komuny Paryskiej (ur. 1836)
- 1911 – Anton Josef Gruscha, austriacki duchowny katolicki, arcybiskup Wiednia, kardynał (ur. 1820)
- 1913 – Eugeniusz Minkowicz-Wysoczański, polski aptekarz, samorządowiec, burmistrz Sokala (ur. 1851)
- 1914 – Georg de Lalande, niemiecki architekt (ur. 1872)
- 1915 – Samata Sakuma, japoński generał, gubernator generalny Tajwanu (ur. 1844)
- 1916 – Jan Bielawski, polski rolnik, polityk (ur. 1864)
- 1918 – Tadeusz Dzieduszycki, polski hrabia, polityk (ur. 1841)
- 1919 – Konstancja Morawska, polska publicystka, felietonistka (ur. 1842)
- 1921 – Dimitrios Ralis, grecki polityk, premier Grecji (ur. 1844)
- 1923 – Vatroslav Jagić, chorwacki slawista, wykładowca akademicki (ur. 1838)
- 1924:
  - Harold Albert Kullberg, amerykański pilot wojskowy, as myśliwski (ur. 1896)
  - Teodor Teodorow, bułgarski polityk, premier Bułgarii (ur. 1859)
- 1925 – Aleksander Andrzej Dąbrowski, polski generał brygady (ur. 1870)
- 1927 – Teodor Tyc, polski historyk, wykładowca akademicki, działacz narodowy (ur. 1896)
- 1929:
  - Millicent Fawcett, brytyjska feministka (ur. 1847)
  - António Mendes Bello, portugalski duchowny katolicki, patriarcha Lizbony, kardynał (ur. 1842)
- 1930:
  - Cecylia Gumplowiczowa, polska działaczka socjalistyczna (ur. ok. 1870)
  - Stanisław Koszutski, polski adwokat, historyk przemysłu, polityk (ur. 1872)
- 1932:
  - John D. Batten, brytyjski malarz, grafik, ilustrator (ur. 1860)
  - Wojciech Halczyn, polski działacz ludowy i niepodległościowy (ur. 1863)
- 1933 – Włodzimierz Ledóchowski, polski pułkownik w służbie austro-węgierskiej (ur. 1865)
- 1936 – Salwiusz Huix Miralpeix, hiszpański duchowny katolicki, filipin, biskup Ibizy, męczennik, błogosławiony (ur. 1877)
- 1939:
  - Charles Du Bos, francuski krytyk literacki (ur. 1882)
  - Bolesław Hensel, polski dziennikarz (ur. 1902)
- 1940:
  - Frederick Albert Cook, amerykański lekarz, polarnik (ur. 1865)
  - Stefan Jan Kempisty, polski matematyk, wykładowca akademicki (ur. 1892)
  - Leon Połomski, polski duchowny katolicki (ur. 1875)
- 1941:
  - Paweł Dubiel, polski górnik, działacz związkowy, spółdzielczy i samorządowy (ur. 1879)
  - Wiktor Zygmunt Przedpełski, polski działacz socjalistyczny i niepodległościowy (ur. 1891)
- 1942:
  - Simon Benson, amerykański przedsiębiorca, filantrop pochodzenia norweskiego (ur. 1851)
  - Alfreds Rozītis, łotewski polityk komunistyczny (ur. 1892)
- 1943:
  - Iosif Apanasienko, radziecki generał armii (ur. 1890)
  - Feliks Biały, polski lekarz, działacz narodowy (ur. 1875)
  - Eva-Maria Buch, niemiecka działaczka antynazistowska (ur. 1921)
  - Rutka Laskier, polska Żydówka, autorka pamiętnika (ur. 1929)
  - Hieronim Miąc, polski porucznik rezerwy piechoty, żołnierz AK (ur. 1906)
  - Oda Schottmüller, niemiecka tancerka, rzeźbiarka (ur. 1905)
- 1944 – Polegli w powstaniu warszawskim:
  - Tadeusz Adamczyk, polski nauczyciel, urzędnik (ur. 1893)
  - Bolesław Dratwa, polski działacz socjalistyczny i związkowy (ur. 1893)
  - Zygmunt Hempel, polski kapitan, żołnierz Legionów Polskich, SZP i ZWZ (ur. 1894)
  - Karol Kryński, polski malarz, kapitan, żołnierz AK (ur. 1900)
  - Tadeusz Milewski, polski sierżant, żołnierz AK (ur. 1920)
  - Stefan Ossowiecki, polski inżynier zajmujący się zjawiskami paranormalnymi, jasnowidz (ur. 1877)
  - Józef Marian Piasecki, polski lekarz, dyrektor Szpitala Wolskiego (ur. 1894)
  - Stanisław Przyłęcki, polski biochemik, fizjolog weterynarii (ur. 1891)
  - Zbigniew Rakowiecki, polski aktor, żołnierz AK (ur. 1913)
  - Antoni Snopczyński, polski działacz rzemieślniczy i kombatancki, polityk, poseł na Sejm RP (ur. 1896)
  - Józef Szawara, polski wioślarz (ur. 1902)
  - Wacław Wądołkowski, polski plutonowy, żołnierz AK (ur. 1925)
  - Janusz Zeyland, polski lekarz (ur. 1896)
- 1944 – Jędrzej Moraczewski, polski publicysta, polityk, minister komunikacji, premier i wicemarszałek Sejmu RP (ur. 1870)
- 1946 – Wilhelm Marx, niemiecki polityk, kanclerz Niemiec, premier Prus (ur. 1863)
- 1948 – Karol Henryk Martens, polski inżynier, przedsiębiorca budowlany, filantrop (ur. 1868)
- 1949 – Jakub Przybylski, polski działacz śpiewaczy (ur. 1876)
- 1950:
  - Emil Abderhalden, szwajcarski biochemik, fizjolog, wykładowca akademicki (ur. 1877)
  - Tadeusz Kański, polski aktor, reżyser filmowy (ur. 1902)
  - Jack Sibbit, brytyjski kolarz szosowy (ur. 1895)
  - Wacław Strażewicz, polski farmaceuta, botanik, wykładowca akademicki (ur. 1889)
  - Roza Tamarkina, rosyjska pianistka, pedagog (ur. 1920)
- 1952:
  - Sameera Moussa, egipska fizyk atomowa (ur. 1917)
  - Francis Pegahmagabow, kanadyjski kapral, snajper pochodzenia indiańskiego (ur. 1891)
- 1953 – Sven Johansson, szwedzki kajakarz (ur. 1912)
- 1954 – Wiktor Komorowski, polski żołnierz AK, uczestnik powstania warszawskiego i podziemia antykomunistycznego (ur. 1926)
- 1955 – Carmen Miranda, brazylijska aktorka, piosenkarka, tancerka (ur. 1909)
- 1957 – Heinrich Wieland, niemiecki chemik, laureat Nagrody Nobla (ur. 1877)
- 1958 – Calle Westergren, szwedzki zapaśnik (ur. 1895)
- 1960:
  - Arthur Meighen, kanadyjski polityk, premier Kanady (ur. 1874)
  - Theodor Pištěk, czeski aktor, reżyser (ur. 1895)
- 1961:
  - Sidney Holland, nowozelandzki polityk, premier Nowej Zelandii (ur. 1893)
  - Andrzej Stawar, polski marksista, publicysta, krytyk literacki, tłumacz (ur. 1900)
- 1962:
  - Gabriel Faure, francuski pisarz (ur. 1877)
  - Marilyn Monroe, amerykańska aktorka, piosenkarka (ur. 1926)
  - Ramón Pérez de Ayala, hiszpański pisarz, dziennikarz (ur. 1881)
  - Wasilij Zieńkowski, rosyjski i ukraiński filozof, historyk filozofii (ur. 1881)
- 1963:
  - Tadeusz Kubalski, polski architekt, aktor, reżyser teatralny (ur. 1903)
  - Mirjami Kuosmanen, fińska aktorka, scenarzystka (ur. 1915)
- 1964 – Karl Ritter von Halt(inne języki), niemiecki działacz sportowy (ur. 1891)
- 1965:
  - Boško Simonović, chorwacki trener piłkarski (ur. 1898)
  - Tomasz Wilczyński, polski duchowny katolicki, biskup warmiński (ur. 1903)
- 1967 – György Bródy, węgierski piłkarz wodny, bramkarz (ur. 1908)
- 1968 – Oskar Üpraus, estoński piłkarz, sędzia piłkarski (ur. 1898)
- 1969 – Józef Kwietniewski, polski polityk, poseł na Sejm RP (ur. 1903)
- 1970:
  - Sermet Çağan, turecki reżyser, dramaturg, scenograf, aktor (ur. 1929)
  - Czesław Strzelecki, polski aktor, reżyser (ur. 1897)
- 1971:
  - Jan Fondaliński, polski duchowny katolicki, biskup pomocniczy łódzki (ur. 1900)
  - Ber Groosjohan, holenderski piłkarz (ur. 1897)
  - Zdzisław Kasprzak, polski koszykarz, wioślarz, piłkarz ręczny (ur. 1910)
  - Royal Rife, amerykański wynalazca pochodzenia szkockiego (ur. 1888)
- 1972 – Franciszka Świetlikowa, polska historyk, działaczka komunistyczna (ur. 1912)
- 1973 – Sean Lavan, irlandzki wszechstronny sportowiec (ur. 1898)
- 1974 – Stanisław Siara, polski rentgenolog, samorządowiec, burmistrz Jarosławia (ur. 1891)
- 1975:
  - Manes Kartagener, szwajcarski lekarz internista pochodzenia żydowskiego (ur. 1897)
  - Gustav von Wangenheim, niemiecki aktor, reżyser i scenarzysta filmowy (ur. 1895)
  - Marc Wright, amerykański lekkoatleta, tyczkarz (ur. 1890)
- 1976:
  - Jan Dębski, polski chemik, działacz ruchu ludowego, polityk, poseł i wicemarszałek Sejmu RP (ur. 1889)
  - Kazimiera Moskalówna, polska nauczycielka, działaczka PTTK (ur. 1908)
- 1978:
  - Fritz Victor Hasselblad, szwedzki inżynier, fotograf (ur. 1906)
  - Ernst Melchior, austriacki piłkarz (ur. 1920)
- 1980:
  - Joachim Hämmerling, niemiecki fykolog (ur. 1901)
  - Kazimierz Strzemię-Marszyński, polski generał brygady (ur. 1887)
- 1981:
  - Wacław Mońka, polski polityk, poseł na Sejm PRL (ur. 1905)
  - Jerzy Spława-Neyman, amerykański matematyk, statystyk pochodzenia polskiego (ur. 1894)
- 1982:
  - Helena Gruszecka, polska aktorka pochodzenia żydowskiego (ur. 1901)
  - Zuzanna Łozińska, polska aktorka, reżyserka teatralna (ur. 1886)
- 1983:
  - Bart Bok, amerykański astronom pochodzenia holenderskiego (ur. 1906)
  - Judy Canova, amerykańska aktorka (ur. 1913)
  - Franciszek Klon, polski pisarz (ur. 1904)
- 1984:
  - Richard Burton, brytyjski aktor (ur. 1925)
  - Jerzy Zagórski, polski poeta, eseista, tłumacz (ur. 1907)
- 1986 – Emanuel Löffler, czechosłowacki gimnastyk (ur. 1901)
- 1987:
  - Zygmunt Mycielski, polski kompozytor, krytyk muzyczny (ur. 1907)
  - Władysław Surzyński, polski aktor, kompozytor, recytator (ur. 1906)
- 1988:
  - James Devereux, amerykański generał, polityk (ur. 1903)
  - Colin Higgins, amerykański reżyser, aktor, scenarzysta i producent filmowy (ur. 1941)
  - Ralph Meeker, amerykański aktor (ur. 1920)
  - Józef Pieracki, polski aktor (ur. 1909)
- 1990:
  - Ivan Blatný, czeski poeta (ur. 1919)
  - Kazimierz Kaszuba, polski piłkarz, trener (ur. 1930)
- 1991 – Sōichirō Honda, japoński pionier motoryzacji (ur. 1906)
- 1992:
  - Wanda Falkowska, polska dziennikarka (ur. 1924)
  - Robert Muldoon, nowozelandzki polityk, premier Nowej Zelandii (ur. 1921)
  - Jeff Porcaro, amerykański perkusista, członek zespołu Toto (ur. 1954)
- 1993:
  - Bob Cooper, amerykański muzyk jazzowy (ur. 1925)
  - Francisco Rúa, argentyński piłkarz (ur. 1911)
  - Eugen Suchoň, słowacki kompozytor (ur. 1908)
- 1994:
  - Clive Caldwell, australijski pilot wojskowy, as myśliwski (ur. 1910)
  - Alain de Changy, belgijski kierowca wyścigowy (ur. 1922)
- 1995 – Zbigniew Ihnatowicz, polski architekt, urbanista (ur. 1906)
- 1996 – Janusz Górnicki, polski koszykarz (ur. 1937)
- 1997 – Don Steele, amerykański didżej, aktor (ur. 1936)
- 1998:
  - Arthur Ceuleers, belgijski piłkarz (ur. 1916)
  - Józef Fajngold, polski rzeźbiarz, złotnik pochodzenia żydowskiego (ur. 1910)
  - Krystyna Hanzel-Cebulska, polska aktorka (ur. 1928)
  - Otto Kretschmer, niemiecki oficer marynarki (ur. 1912)
  - Todor Żiwkow, bułgarski polityk, działacz komunistyczny, premier i przywódca Bułgarii (ur. 1911)
- 1999 – Rimma Żukowa, rosyjska łyżwiarka szybka (ur. 1925)
- 2000:
  - Stanisław Grabowski, polski reżyser filmów dokumentalnych i oświatowych, pedagog (ur. 1929)
  - Alec Guinness, brytyjski aktor (ur. 1914)
- 2001:
  - Wiaczasłau Adamczyk, białoruski pisarz, scenarzysta, dziennikarz (ur. 1933)
  - Iskra Babicz, rosyjska reżyserka i scenarzystka filmowa (ur. 1938)
  - Kenneth MacDonald, brytyjski aktor (ur. 1950)
  - Bahne Rabe, niemiecki wioślarz (ur. 1963)
  - Andrzej Rettinger, polski aktor, reżyser (ur. 1924)
- 2002 – Francisco Coloane, chilijski piłkarz (ur. 1910)
- 2003 – Alice Saunier-Seïté, francuska uczona, polityk, minister ds. uniwersytetów (ur. 1925)
- 2004 – Orlando Pingo de Ouro, brazylijski piłkarz (ur. 1923)
- 2005:
  - Polina Astachowa, ukraińska gimnastyczka sportowa (ur. 1936)
  - Bertie Hill, brytyjski jeździec sportowy (ur. 1927)
- 2006 – Daniel Schmid(inne języki), szwajcarski reżyser filmowy (ur. 1941)
- 2007:
  - Oliver Hill, amerykański prawnik, obrońca praw człowieka (ur. 1907)
  - Jean-Marie Lustiger, francuski duchowny katolicki pochodzenia żydowskiego, arcybiskup Paryża, kardynał (ur. 1926)
  - Amos Manor, izraelski polityk, dyrektor Szin Bet (ur. 1918)
  - Władimir Orioł, rosyjski językoznawca, albanista, tłumacz (ur. 1952)
  - Paul Rutherford, brytyjski puzonista (ur. 1940)
- 2009:
  - Gerald Cohen, kanadyjski filozof marksistowski pochodzenia żydowskiego (ur. 1941)
  - Józef Kornblum, polski pisarz, pamiętnikarz pochodzenia żydowskiego (ur. 1917)
  - Budd Schulberg, amerykański scenarzysta, pisarz, dziennikarz sportowy (ur. 1914)
- 2010 – Godfrey Binaisa, ugandyjski prawnik, polityk, prezydent Ugandy (ur. 1920)
- 2011:
  - Andrzej Lepper, polski rolnik, związkowiec, polityk, poseł i wicemarszałek Sejmu RP, wicepremier, minister rolnictwa (ur. 1954)
  - Francesco Quinn, amerykański aktor (ur. 1963)
- 2012:
  - Erwin Axer, polski reżyser teatralny (ur. 1917)
  - Klemens Kamiński, polski organista, dyrygent, kompozytor (ur. 1940)
  - Karol Lukoszek, polski trener kolarstwa (ur. 1924)
  - Andrzej Nowakowski, polski trener koszykówki (ur. 1940)
  - Tadeusz Kopacz, polski samorządowiec, polityk, senator RP (ur. 1952)
  - Ignacy Skowron, polski major, obrońca Westerplatte (ur. 1915)
  - Chavela Vargas, meksykańska piosenkarka, aktorka (ur. 1919)
- 2013 – George Duke, amerykański pianista, wokalista i kompozytor jazzowy (ur. 1946)
- 2014:
  - Marilyn Burns, amerykańska aktorka (ur. 1949)
  - Angéla Németh, węgierska lekkoatletka, oszczepniczka (ur. 1946)
  - Stanisław Szpikowski, polski fizyk teoretyk (ur. 1926)
- 2015:
  - Jerzy Płażewski, polski krytyk filmowy (ur. 1924)
  - Herbert Wise, austriacki reżyser i producent filmowy, telewizyjny i teatralny (ur. 1924)
- 2016:
  - Alphons Egli, szwajcarski prawnik, polityk, prezydent Szwajcarii (ur. 1924)
  - Leovigildo López Fitoria, nikaraguański duchowny katolicki, biskup Granady (ur. 1927)
  - Aleksandr Tatarkin, rosyjski ekonomista, polityk (ur. 1946)
- 2017:
  - Violetta Koseska-Toszewa (pseud. David Harklay), polska astrolog (ur. 1940)
  - Wojciech Krzemiński, polski astronom (ur. 1933)
  - Franciszek Edmund Prędki, polski nauczyciel, działacz podziemia antyhitlerowskiego (ur. 1912)
  - Mieczysław Skotnicki, polski poeta, działacz podziemia antyhitlerowskiego (ur. 1920)
  - Katarzyna Suchcicka, polska dziennikarka, poetka, krytyk literacka, autorka filmów dokumentalnych (ur. 1959)
  - Dionigi Tettamanzi, włoski duchowny katolicki, arcybiskup Genui i Mediolanu, kardynał (ur. 1934)
- 2018:
  - Bogusław Nowacki, polski lekkoatleta, chodziarz (ur. 1934)
  - Sandra Pasternak, polska piosenkarka (ur. 1946)
  - Charlotte Rae, amerykańska aktorka (ur. 1926)
  - Piotr Szulkin, polski reżyser filmowy, pisarz (ur. 1950)
- 2019:
  - Josef Kadraba, czeski piłkarz (ur. 1933)
  - Maciej Kuczyński, polski pisarz (ur. 1929)
  - Bjorg Lambrecht, belgijski kolarz szosowy (ur. 1997)
  - Toni Morrison, amerykańska pisarka, laureatka Nagrody Nobla (ur. 1931)
- 2020:
  - Agatonas Jakowidis, grecki piosenkarz, gitarzysta (ur. 1955)
  - Stefan Majer, polski koszykarz, trener (ur. 1929)
  - Bernard Stiegler, francuski filozof, myśliciel polityczny (ur. 1952)
- 2021:
  - Bronisława Chmielowska, polska śpiewaczka ludowa (ur. 1935)
  - Jewhen Marczuk, ukraiński generał armii, polityk, wicepremier i premier Ukrainy (ur. 1941)
  - Gábor Novák, węgierski kajakarz, kanadyjkarz (ur. 1934)
- 2022:
  - Reginald Cawcutt, południowoafrykański duchowny katolicki, biskup pomocniczy Kapsztadu (ur. 1938)
  - Clu Gulager, amerykański aktor (ur. 1928)
  - Ali Hajdar, syryjski generał (ur. 1932)
  - Tadeusz Kotlarczyk, polski piłkarz (ur. 1945)
  - Issey Miyake, japoński projektant mody (ur. 1938)
  - Jô Soares, brazylijski dziennikarz, autor, komik, prezenter telewizyjny (ur. 1938)
- 2023:
  - Hélène Carrère d’Encausse, francuska historyk, nauczycielka akademicka, polityk, eurodeputowana (ur. 1929)
  - Jerzy Gwizdała, polski ekonomista, samorządowiec, wiceprezydent Gdańska (ur. 1957)
  - Arthur Schmidt, amerykański montażysta filmowy (ur. 1937)
- 2024
  - Adílio, brazylijski piłkarz (ur. 1956)
  - Sérgio Gonçalves Lopes, brazylijski piłkarz (ur. 1941)
  - Wiaczesław Iwanow, rosyjski wioślarz (ur. 1938)
  - Jurij Skobow, rosyjski biegacz narciarski (ur. 1949)
- 2025:
  - Jorge Costa, portugalski piłkarz, trener (ur. 1971)
  - Ion Iliescu, rumuński inżynier, polityk, minister do spraw młodzieży, prezydent Rumunii (ur. 1930)
  - Ove Kindvall, szwedzki piłkarz (ur. 1943)
  - Robin Lakoff, amerykańska językoznawczyni, socjolingwistka (ur. 1942)
  - Frank Mill, niemiecki piłkarz (ur. 1958)
  - Snyder Rini, salomoński ekonomista, polityk, minister finansów, premier Wysp Salomona (ur. 1948)